# Fracture du trapézoïde
 (mars 2025).
 Mise en garde médicale
La fracture du trapézoïde est une rupture de l’os trapèze, l’un des os du poignet. Elle se manifeste généralement par une douleur localisée dans l’axe de l'index. Ces fractures sont souvent associées à d’autres fractures ou luxations du poignet. Parmi les complications possibles, on retrouve notamment le développement d’une arthrite.
Les causes peuvent être un traumatisme, un choc direct ou une flexion excessive et forcée du poignet. On distingue deux types de fractures : la fracture du bord dorsal et celle du corps de l’os trapèze. Le diagnostic repose généralement sur une radiographie ou un scanner (tomodensitométrie).
Le traitement des fractures bien alignées repose sur une immobilisation par plâtre orthopédique pendant 4 à 6 semaines. En cas de mauvais alignement, une intervention chirurgicale est généralement nécessaire. Le pronostic est généralement favorable. Les fractures du trapèze sont rares, représentant moins de 1 % des fractures des os du poignet. C’est l’une des fractures les plus inhabituelles du poignet, avec celle du pisiforme.